# بانک تیانجین
بانک تیانجین (انگلیسی: Bank of Tianjin) شرکت خدمات مالی و بانکداری چینی است، که در سال ۱۹۹۶ تأسیس شد.